# Liste der Eigenproduktionen für HBO Max
Diese Liste enthält alle Eigenproduktionen für den Streamingdienst HBO Max. Diese werden Max Originals genannt. Für das Jahr 2020 waren ca. 30 Max Original Veröffentlichungen angekündigt, für das Jahr 2021 ca. 50.

## Serien

### Dramaserien
| Erstver- öffentlichung | Titel                             | Staffeln und Episoden   | Anmerkung |
| ---------------------- | --------------------------------- | ----------------------- | --------- |
| 3. Sep. 2020           | Raised by Wolves                  | 2 Staffeln, 18 Episoden |           |
| 26. Nov. 2020          | The Flight Attendant              | 2 Staffeln, 16 Episoden |           |
| 8. Juli 2021           | Gossip Girl                       | 2 Staffeln, 22 Episoden |           |
| 18. Nov. 2021          | The Sex Lives of College Girls    | 2 Staffeln, 20 Episoden |           |
| 28. Juli 2022          | Pretty Little Liars: Original Sin | 2 Staffeln, 18 Episoden |           |
| 16. Dez. 2021          | Station Eleven                    | 1 Staffel, 10 Episoden  |           |
| 7. Apr. 2022           | Tokyo Vice                        | 2 Staffeln, 18 Episoden |           |

### Comedyserien
| Erstver- öffentlichung | Titel                 | Staffeln und Episoden    | Anmerkung  |
| ---------------------- | --------------------- | ------------------------ | ---------- |
| 27. Mai 2020           | Love Life             | 1 Staffel, 10 Episoden   |            |
| 11. März 2021          | Generation            | 1 Staffel, 16 Episoden   |            |
| 1. Apr. 2021           | Made for Love         | 1 Staffel, 8 Episoden    |            |
| 6. Mai 2021            | That Damn Michael Che | 1 Staffel, 6 Episoden    |            |
| 13. Mai 2021           | Hacks                 | 4 Staffeln, 37 Episoden  | verlängert |
| 9. Dez. 2021           | And Just Like That …  | 3 Staffeln, 31+ Episoden | verlängert |
| 13. Jan. 2022          | Peacemaker            | 1 Staffel, 8 Episoden    | verlängert |

### Animationsserien

#### Erwachsene
| Erstver- öffentlichung | Titel            | Staffeln und Episoden   | Anmerkung |
| ---------------------- | ---------------- | ----------------------- | --------- |
| 9. Juli 2020           | Close Enough     | 3 Staffeln, 24 Episoden |           |
| 19. Okt. 2023          | Scavengers Reign | 1 Staffel, 12 Episoden  |           |

#### Kinder und Familie
| Erstver- öffentlichung | Titel                         | Staffeln und Episoden   | Anmerkung |
| ---------------------- | ----------------------------- | ----------------------- | --------- |
| 27. Mai 2020           | Looney Tunes Cartoons         | 1 Staffel, 31 Episoden  |           |
| 25. Juni 2020          | Adventure Time: Distant Lands | 4 Episoden              |           |
| 23. Juli 2020          | Tig n’ Seek                   | 2 Staffeln, 40 Episoden |           |
| 20. Aug. 2020          | The Fungies!                  | 1 Staffel, 40 Episoden  |           |
| 20. Feb. 2021          | Tom and Jerry Special Shorts  | 1 Staffel, 2 Episoden   |           |

## Filme

### Fiktion
| Erstver- öffentlichung | Titel                        | Genre           | Anmerkung |
| ---------------------- | ---------------------------- | --------------- | --------- |
| 6. Aug. 2020           | An American Pickle           | Tragikomödie    |           |
| 10. Sep. 2020          | Unpregnant                   | Drama           |           |
| 8. Okt. 2020           | Charm City Kings             | Drama           |           |
| 22. Okt. 2020          | Hexen hexen (The Witches)    | Fantasy-Komödie |           |
| 26. Nov. 2020          | Superintelligence            | Action-Komödie  |           |
| 10. Dez. 2020          | Let Them All Talk            | Tragikomödie    |           |
| 14. Jan. 2021          | Locked Down                  | Tragikomödie    |           |
| 18. März 2021          | Zack Snyder’s Justice League | Actionfilm      |           |

### Dokumentation
| Erstver- öffentlichung | Titel                                   | Anmerkung |
| ---------------------- | --------------------------------------- | --------- |
| 27. Mai 2020           | On the Record                           |           |
| 6. Aug. 2020           | On the Trail: Inside the 2020 Primaries |           |
| 27. Aug. 2020          | Class Action Park                       |           |